# Daha
 Daha è un comune del Ciad situato nel dipartimento di Haraze Mangueigne, provincia del Salamat.